# Honschaft Mettmann
Die Honschaft Mettmann war im 19. Jahrhundert eine der untersten Verwaltungseinheiten im ländlichen Außenbezirk der bergischen Bürgermeisterei Mettmann im Kreis Elberfeld des Regierungsbezirks Düsseldorf innerhalb der preußischen Rheinprovinz. Die Honschaft bestand aus dem ländlichen Außenbezirk der Stadt (ab 1856) Mettmann und wurde auch Außenbürgerschaft Mettmann genannt.
Zuvor gehörte die Honschaft zum Amt Mettmann. Im Zuge einer Verwaltungsreform innerhalb des Großherzogtums Berg wurde 1808 die Bürgermeisterei Mettmann gebildet.
Laut der Statistik und Topographie des Regierungsbezirks Düsseldorf von 1832 gehörten zu der Honschaft folgende Ortschaften und Wohnplätze: Auf der Höhe, Auf der Leye, Große Furth, Großkaldenberg, Hermeshaus, Hugenhaus, Karpendelle, Kleine Weihe, Klutenscheuer, Korreshaus, Korreshof, Großkrummbach, Linderheide, Obenoetzbach, Oberste Drenk, Steinshaus, Untenoetzbach und Zum Siepen.
Das Gemeindelexikon für die Provinz Rheinland bezeichnet die Honschaft als Außenbürgerschaft und listet die Ortschaften und Wohnplätze 1888 auf: Groß Kaldenberg, Groß Krumbach, Hermeshaus, Kämpchen, Kamp, Kleine Stöcken, Klein Kaldenberg, Korres, Korreshaus, Kurschhaus, Löckenhäuschen, Löckenhof, Obenötzbach, Oben zur Linden, Pringstgarten, Siepen, Unten am Born, Untenötzbach und Unten zur Linden. Zu dieser Zeit lebten in diesen Orten 181 Menschen in 23 Wohnhäusern.